# Barrage d'Omkareshwar
Le Barrage d'Omkareshwar est un barrage situé dans l'état du Madhya Pradesh en Inde sur la Narmadâ. Il est associé à une centrale hydroélectrique de 520 MW, pour une hauteur de 53 mètres et une longueur de 949 mètres. Il a été inauguré le 23 juillet 2007. Le barrage est situé juste en amont de la ville sainte d'Omkareshwar.
Dans le cadre de la création du lac du barrage, 8 000 familles ont été déplacés et 5 800 hectares de forêt ont été détruites.